# Chiesa dei Santi Fermo e Rustico (Martinengo)
La chiesa dei Santi Fermo e Rustico anticamente di San Salvatore è un edificio di culto di Martinengo, della provincia e della diocesi di Bergamo.
L'edificio religioso, il più antico della località e presenta tracce dell'antico stile romanico.

## Storia
La chiesa ha una storia molto antica, edificata forse già nel VI e VII secolo in epoca longobarda, come indicherebbe l'originaria dedicazione a san Salvatore, è forse stata edificata su di un'Ara Sacra romana come indicato da fra Giovanni Giocondo. La prima citazione è inserita in una pergamena del 1282. Il documento, conservato nell'archivio capitolare, identifica l'edificio posto in prossimità di altre abitazioni ma non inserita nelle mura cittadine: burgo ubi dicitìur ad S. Salvatorem. Le mura furono edificate successivamente, lasciarono la chiesa all'esterno venendo poi descritta nelle diverse visite pastorali come chiesa campestre. Seguì quindi un periodo di abbandono, anche se nel 1575 fu visitata dall'arcivescovo di Milano san Carlo Borromeo il quale nella relazione la citerà come oggetto di devozione popolare: assai onorevole e oggetto di grande devozione. L'aula era completa di quattro altari di cui uno intitolato alla Madonna e completo di cancellata, e il Borromeo ordinò la rimozione di tre altari. Nel 1667 viene citata come chiesa posta in prossimità delle mura cittadine. L'importanza che i fedeli davano all'edificio di culto, è riscontrabile anche nella relazione della visita del vescovo Pietro Luigi Speranza del 1857.
Il Novecento vide la chiesa oggetto di restauri. Nel 1923 fu restaurata l'aula con la pulitura di antichi affreschi. L'altare comunitario, posto in ottemperanza delle disposizioni del concilio Vaticano II fu posto nella seconda metà del XX secolo.

## Descrizione

### Esterno
La chiesa è posta nella parte più a nord del centro storico di Martinengo. La sua struttura esterna testimonia le varie fasi di lavorazione e modifica dell'edificio. La facciata a capanna con gli ampi spioventi del tetto posti a riparo della facciata stessa e dei fedeli, hanno due lesene laterali sporgenti. Centrale il portale con contorno in pietra è inserito in uno sfondato a tutto sesto e le due aperture laterali sono complete di inferriate a protezione. Un ampio rosone circolare modanato completo di vetri istoriati completa il fronte principale.
Il cinquecento vide la modifica della chiesa nella sua parte interna, che ne ha stravolto la sua struttura. Fu infatti prolungata la zona absidale che era volta a est. Rimangono visibile le antiche absidi delle cappelle laterali composti di ciottoli di fiume.

### Interno
L'interno della chiesa di presentava originariamente a croce greca, con le quattro braccia delle medesime dimensioni. La modifica rinascimentale completata con la cupola ottagonale, costruita nel XVI secolo, conserva gli affreschi raffigurati i quattro dottori della chiesa: Ambrogio, Girolamo, Agostino e Gregorio. Le pareti dell'aula ospitano affreschi devozionali raffiguranti i santi Rocco, san Defendente e san Sebastiano, a cui si rivolgevano i fedeli come protettori dalla peste.